# خط آی‌ان‌دی خیابان ششم
خط آی‌ان‌دی خیابان ششم (انگلیسی: IND Sixth Avenue Line) یکی از خط‌های متروی نیویورک سیتی در بخش منهتن و بروکلین است.
این خط که در سال ۱۹۳۶ تأسیس شده دارای ۱۴ ایستگاه است.

## نگارخانه

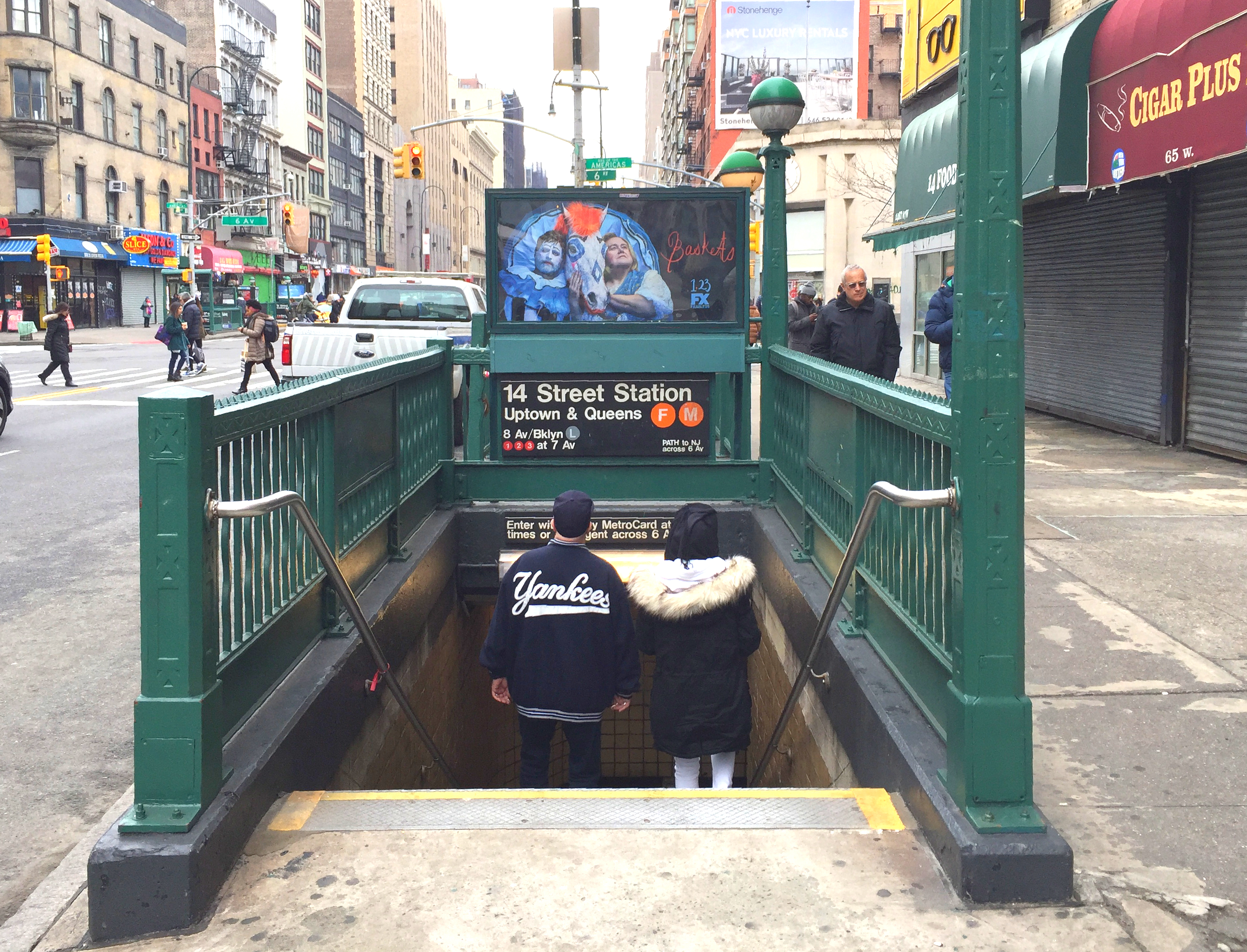
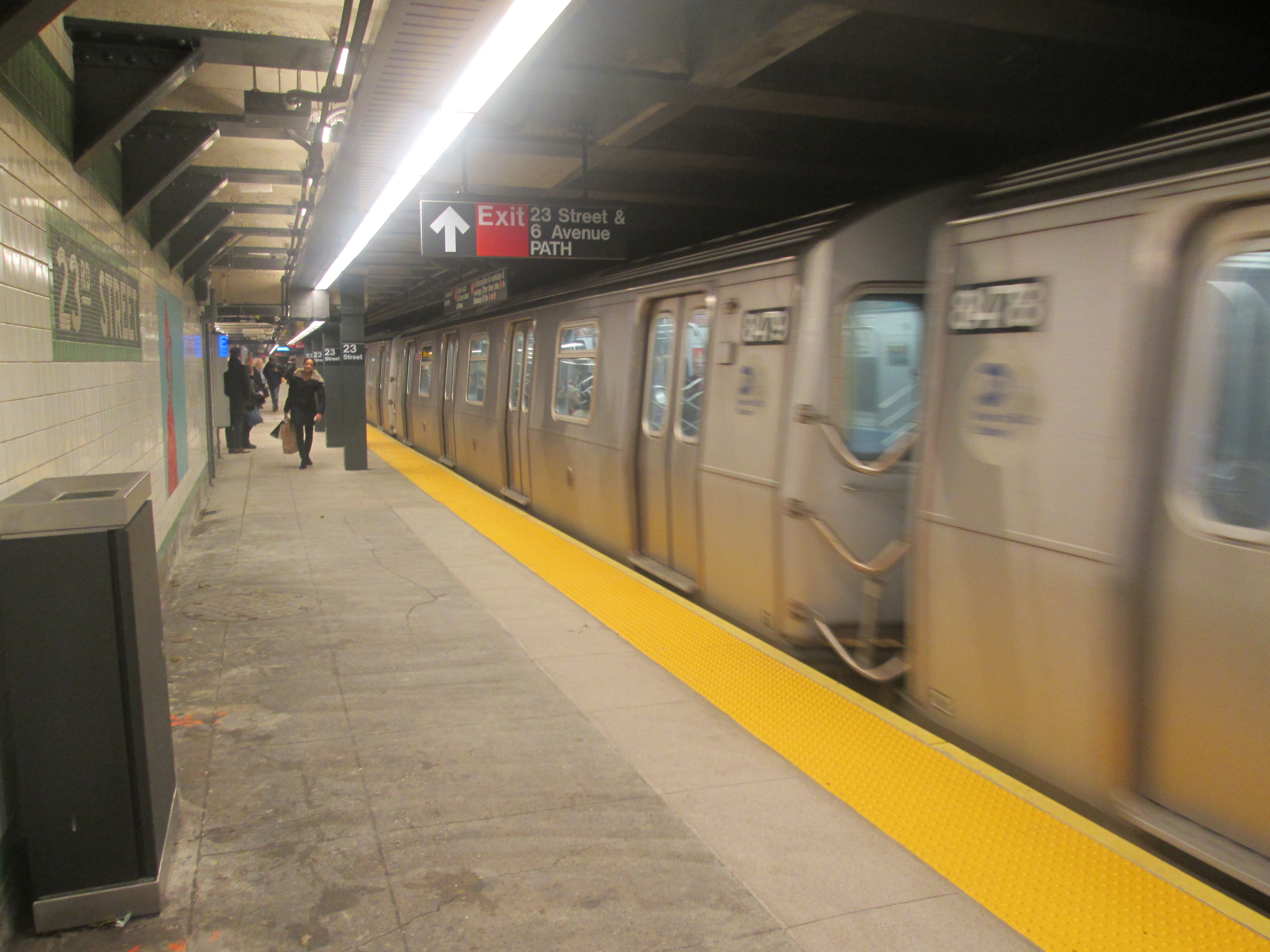
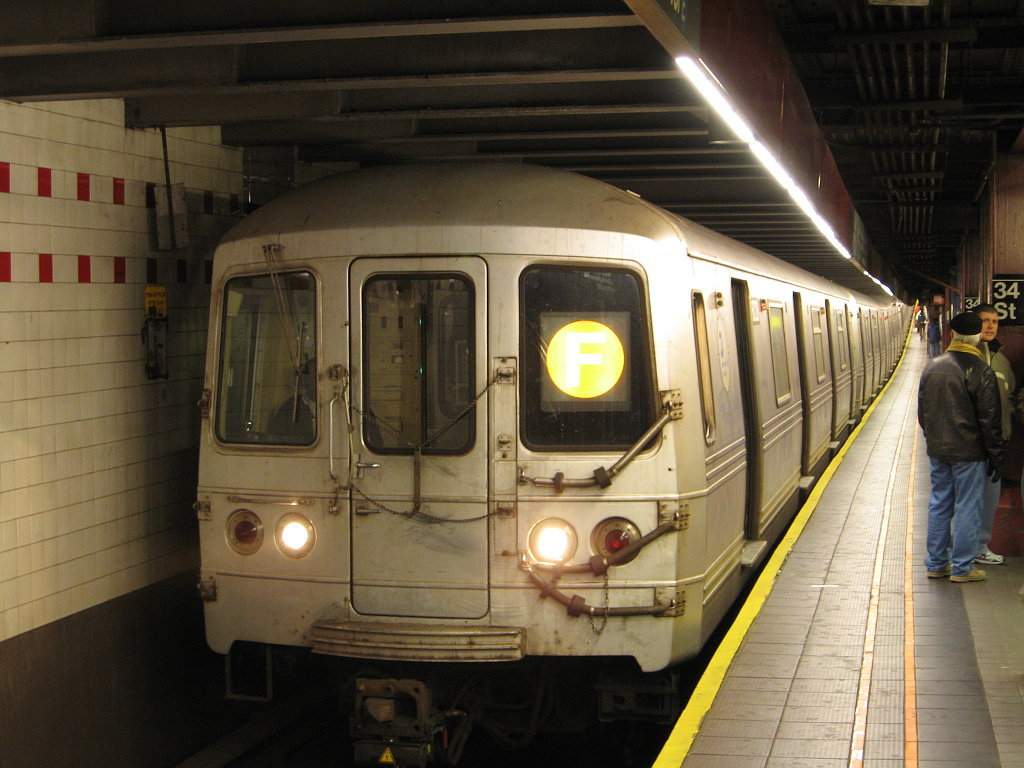
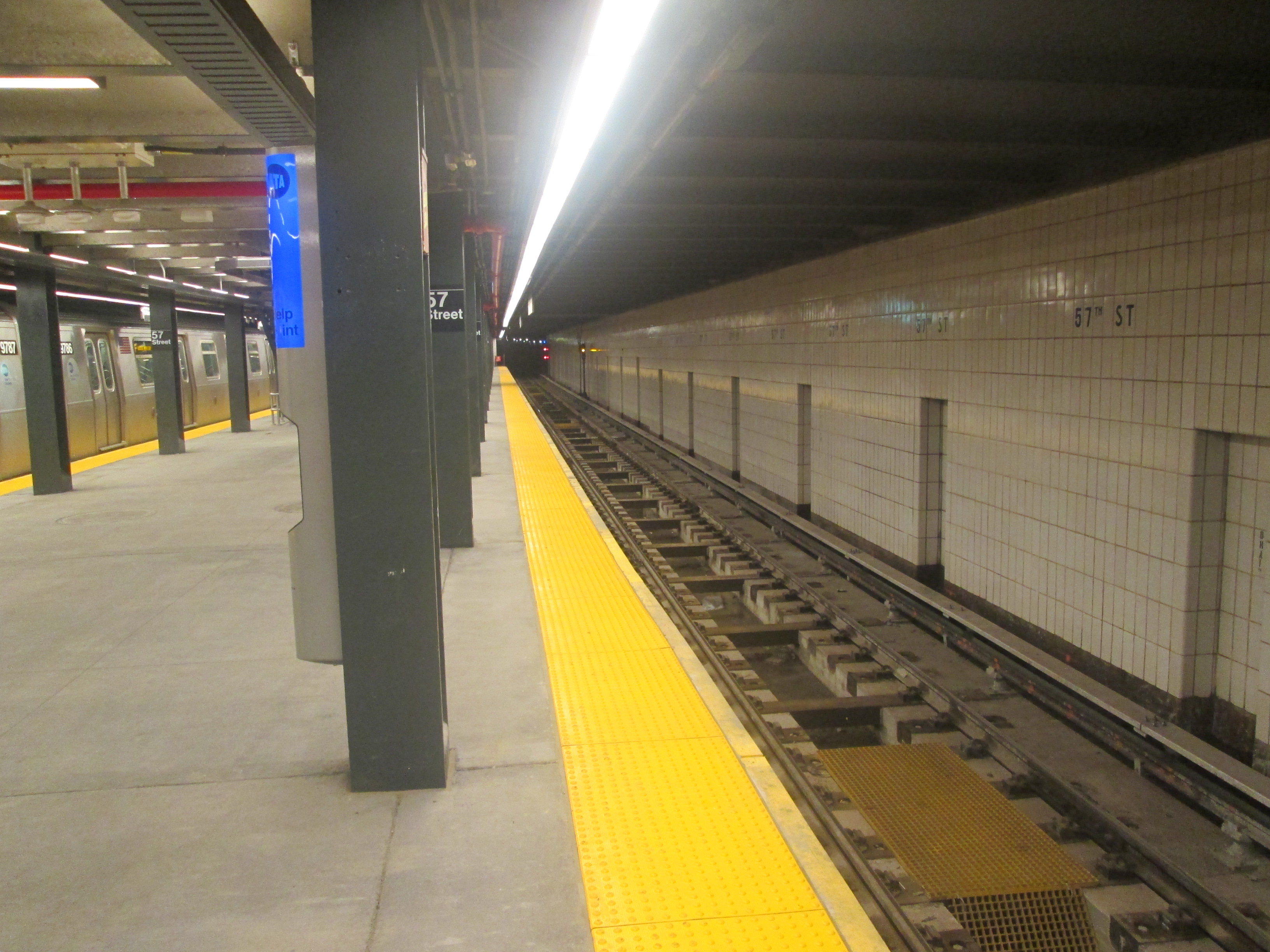